# چکاوک صبح (شخص)

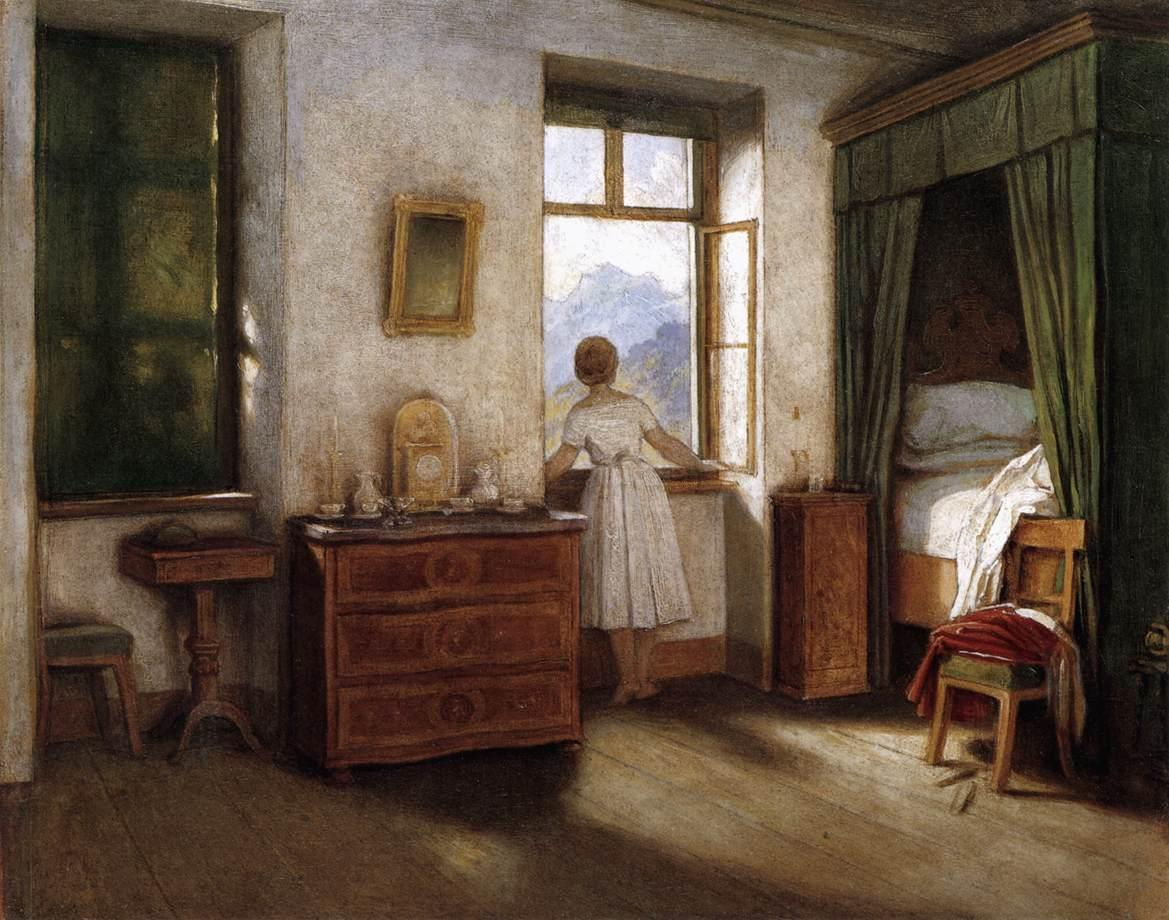
صبح سپیده‌دم (۱۸۵۸) اثر موریتز فون شواین

چکاوک صبح (انگلیسی: Lark) اصطلاح فانتزی و گاهی فکاهی است برای اشاره به فردی که صبح زود از خواب برمی‌خیزد و شب‌ها زود به رختخواب می‌رود. چکاوک صبح‌ها، نقطهٔ مقابل جغد شب (شخص) محسوب می‌شوند. این واژه، برگرفته از چکاوک است که معمولاً پیش از طلوع سپیده‌دم، آواز می‌خواند. فردی که به این نام خوانده می‌شود از حدود ساعت ۱۰ شب می‌خوابد و تمایل دارد پس از بیدار شدن در صبح، سرشار از انرژی باشد و به همین علت، این گروه از افراد برای کار در نوبت‌کاری روز مناسب هستند.
فرآیندهای زیستی از جمله الگوهای خواب و بیداری که نوسانی در حدود ۲۴ ساعت را نشان می‌دهند، چرخه شبانه‌روزی نامیده می‌شوند. مطالعاتی وجود دارد که نشان می‌دهد ژن‌ها در تعیین چکاوک صبح‌بودن یک فرد نقش دارند. به عنوان مثال، موردی از ژن PER2 در کروموزوم ۲ وجود دارد که در اوایل دهه ۱۹۹۰ کشف شد و مشخص گردید که در تنظیم ساعت شبانه‌روزی بدن نقش دارد. سن نیز در شرایط تبدیل شدن به یک چکاوک صبح نقش دارد. مشخص شده‌است که افراد، عموماً در سنین نوجوانی شب‌زنده‌دار هستند در حالی که در مراحل بعدی زندگی به چکاوک صبح تبدیل می‌شوند و در نوزادان نیز، تمایل به سحرخیزی وجود دارد.

## گزینه‌های شغلی
چکاوک‌های صبح در مشاغلی که از صبح شروع می‌شوند، پیشرفت می‌کنند. صنایعی که تمایل به سحرخیز بودن دارند از طیف گوناگون و متنوعی برخوردار هستند از جمله کشاورزی، ساخت وساز و کار برای شرکت‌های خدماتی است. بسیاری از کارکنان این صنایع در ساعت ۷ صبح یا قبل از آن شروع به کار می‌کنند. برخی از مشاغل به دلیل همین شروع کار در ساعات اولیه شهره هستند از جمله، نانوائی‌ها، معلمان مدرسه، کشاورزان و جراحان. چکاوک‌های صبح در میان کارمندان رستوران‌ها، هتل‌ها، مکان‌های تفریحی و فروشگاه‌های خرده‌فروشی که اغلب متمایل به خدمات‌دهی تا بعدازظهر و ساعات بعد از آن هستند، کمتر حضور دارند. هر چند، ممکن است در نوبت‌های کاری اولیه (بامدادی یا صبحگاهی) صنایع شبانه‌روزی مانند خدمات اضطراری، حمل و نقل، مراقبت‌های بهداشتی و تولیدی حضور داشته باشند.